# Jocelyn Toynbee
Jocelyn Mary Catherine Toynbee (Paddington, 3 marzo 1897 – Oxford, 31 dicembre 1985) è stata un'archeologa, numismatica e storica dell'arte britannica.

## Biografia
Jocelyn Toynbee fu la figlia di Harry Valpy Toynbee, segretario della Charity Organization Society, e di sua moglie Sarah Edith Marshall (1859–1939); suo fratello Arnold J. Toynbee fu uno storico.
Toynbee studiò al Winchester High School for Girls e proseguì, come anche sua madre, al Newnham College di Cambridge, dove ottenne il massimo dei voti nel Classical Tripos.
È stata tutor in scienze dell'antichità al St Hugh's College di Oxford (1921–24), lettore studi classici all'Università di Reading, e dal 1927 fellow e direttrice degli studi classici a Newnham. 
Nel 1931 divenne letture in studi classici a Cambridge prima di diventare il quarto Laurence Professor of Classical Archaeology (1951–1962).
È stata insignita sia con la medaglia della Royal Numismatic Society (1948) che con la Archer M. Huntington Medal (1952).

## Pubblicazioni principali
- The Hadrianic school: a chapter in the history of Greek art, 1934
- Roman Medallions, 1944
- Some Notes on Artists in the Roman World, Brussels, 1951
- 'The Ara Pacis Reconsidered', Proc. Brit. Acad. ,1953
- (con J.B. Ward-Perkins) The Shrine of St Peter and the Vatican Excavations, 1956
- The Flavian Reliefs from the Palazzo delle Cancellaria in Rome, 1957
- Art in Roman Britain, 1962
- Art in Britain under the Romans, 1964
- The Art of the Romans, 1965
- Death and Burial in the Roman World, 1971 (tr. ital: Morte e sepoltura nel mondo romano, Roma, L'Erma di Bretschneider, 1993)
- Animals in Roman Life and Art, 1973